# John MacGregor
John MacGregor (n. 24 ianuarie 1825, Gravesend, Anglia, Regatul Unit al Marii Britanii și Irlandei – d. 16 iulie 1892), poreclit Rob Roy după o rudă cunoscută a lui, a fost un explorator englez, scriitor de călătorii și filantrop. El este, în general, creditat cu dezvoltarea primelor canoe de navigație și cu popularizarea canotajului ca un sport în Europa și Statele Unite. El a fondat clubul britanic Royal Canoe Club (RCC) în 1866 devenind primul căpitan și, de asemenea, a fondat American Canoe Association în 1880.